# Az utolsó mester
Az utolsó mester (The Last of the Masters) Philip K. Dick egyik novellája, amelyet 1953-ban írt, majd 1954-ben az Orbit Science Fiction magazin november-decemberi számában jelent meg. Magyarul a Lenn a sivár Földön című novelláskötetben olvasható.
|  | Alább a cselekmény részletei következnek! |

## Történet
A világon kétszáz éve az anarchia uralkodik. Akkor történt, hogy először Európában, majd szerte a világban fellázadtak a polgárok, és megdöntötték a kormányokat. Megölték a vezetőket, elpusztították a robotokat és megsemmisítettek minden addig a kormány kezében lévő kutatási anyagot, elpusztították az atombombákat. A világon most egyetlenegy szervezet van, az Anarchista Szövetség, aki csak arra ügyel, hogy nehogy valaki újra felépítsen magának egy rendszert. A robotok közül viszont az egyik – Bors – túlélte a pusztítást, és bujdosva a kétszáz év alatt felépített magának egy kis eldugott birodalmat. Ennek a birodalomnak vannak a legmodernebb eszközei (hiszen a két évszázaddal ezelőtti kutatási eredmények már csak Bors agyában maradtak meg), földcsuszamlásoknak álcázva elzárták a telephez vezető földutakat, és a szomszédos falukban elhelyezett kémeknek köszönhetően mindig időben tudták, ha a Szövetség ügynökei közelednek, így mindig időben félresöpörték őket. Nem sikerül azonban ezt megtenni Edward Tolbyval és lányával, Silviával. Így (bár Silviát sikerül elkapni) Tolby egyedül próbálja meg felvenni a harcot az erőddel. Az őrségen könnyen átjut, hiszen azok soha nem harcoltak, de végül mégis elkezdik őt üldözni. Bemenekül Fowler, Bors egyik helyettesének szobájába. Szerencséjére Fowlernek az az ötlete támad, hogy Tolbyval öleti meg Borst (mivel ő maga erre nem lenne képes, viszont az anarchia szimpatikus neki). Tolbynak végül is sikerül szétvernie Bors robotfejét, akinek halála miatt szétesik az általa felépített rendszer. Fowler a biztonság kedvéért elteszi Bors adatbázisát, hátha még szüksége lesz rá…